# Villa del Prado 2da Sección
Villa del Prado 2da Sección är en ort i Mexiko.   Den ligger i kommunen Tijuana och delstaten Baja California, i den nordvästra delen av landet, 2 300 km nordväst om huvudstaden Mexico City. Villa del Prado 2da Sección ligger 274 meter över havet och antalet invånare är 18 226.
Terrängen runt Villa del Prado 2da Sección är huvudsakligen kuperad, men den allra närmaste omgivningen är platt. Runt Villa del Prado 2da Sección är det tätbefolkat, med 913 invånare per kvadratkilometer. Närmaste större samhälle är Tijuana, 9,2 km norr om Villa del Prado 2da Sección. Omgivningarna runt Villa del Prado 2da Sección är i huvudsak ett öppet busklandskap.